# 绍博·廷代
绍博·廷代（匈牙利語：Szabó Tünde，1974年5月31日—），匈牙利女子游泳运动员，主攻仰泳。她曾代表匈牙利参加1992年夏季奥林匹克运动会游泳比赛，获得女子100米仰泳银牌。